# Unghia del sarto

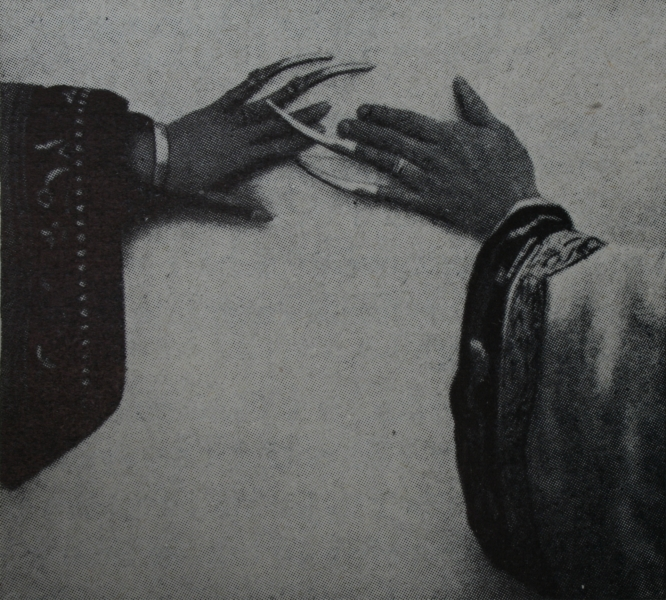
"Unghie lunghe" maschili ostentate come segno di distinzione di classe nella cultura cinese.

L'abitudine maschile del mantenere e mostrare l'unghia del mignolo lunga (che, in Italia, è detta anche unghia del sarto), è un'usanza che si riscontra in alcune culture e in certe realtà sociali o locali, la cui natura, spesso interpretata come "vezzo", affonda le radici in precise ragioni culturali, che vedono la costumanza come un segno di distinzione e di ostentazione di un certo status, o di appartenenza a un determinato gruppo sociale, come persona non dedita ad attività manuali o pesanti.
Sulla funzione assolta da tale pratica esistono anche spiegazioni alternative e in conflitto tra loro.

## Funzione culturale e sociale

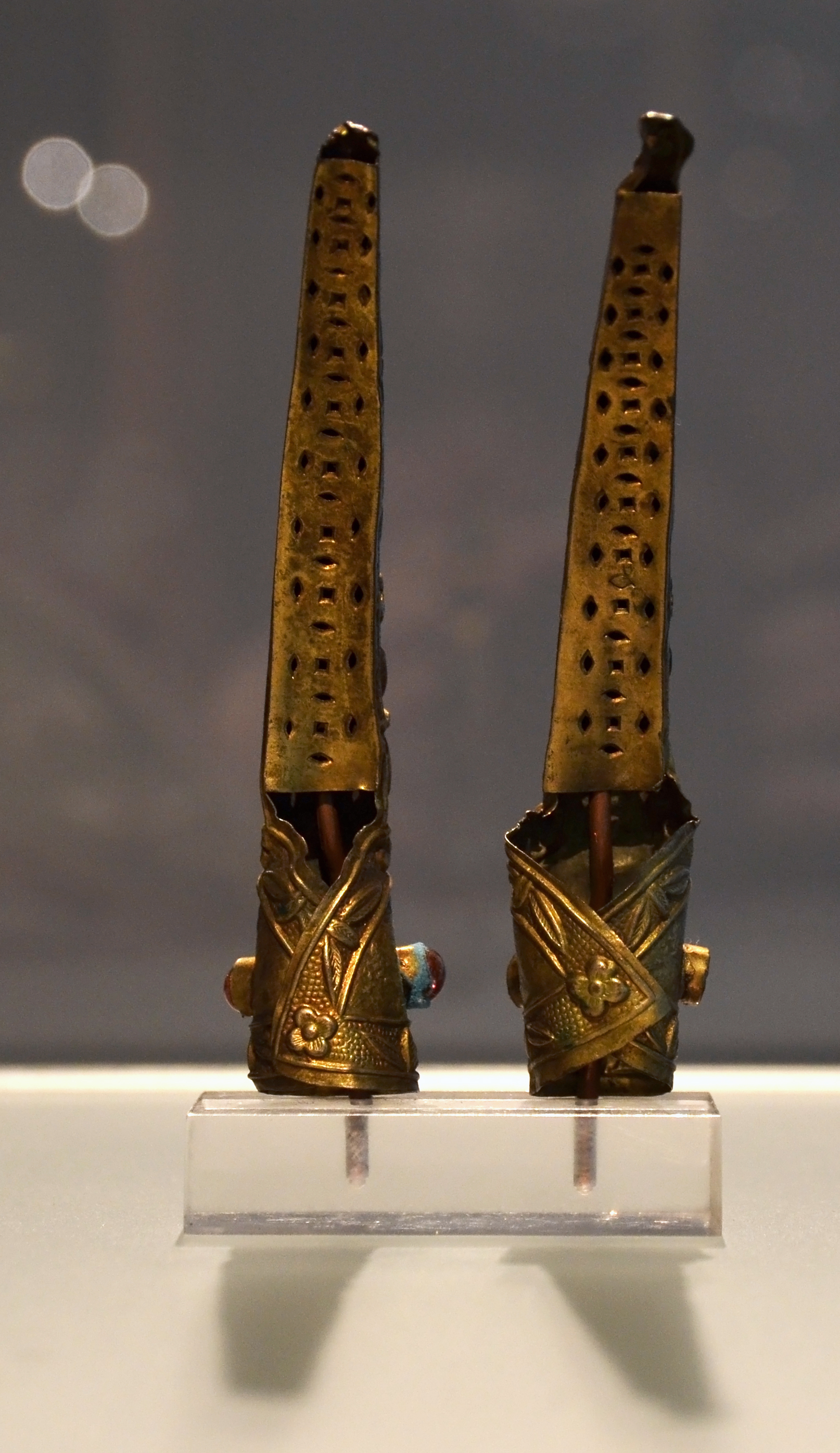
Gioielli dell'arte cinese per la protezione delle unghie lunghe (ca. 1900-1910, Dinastia Qing)

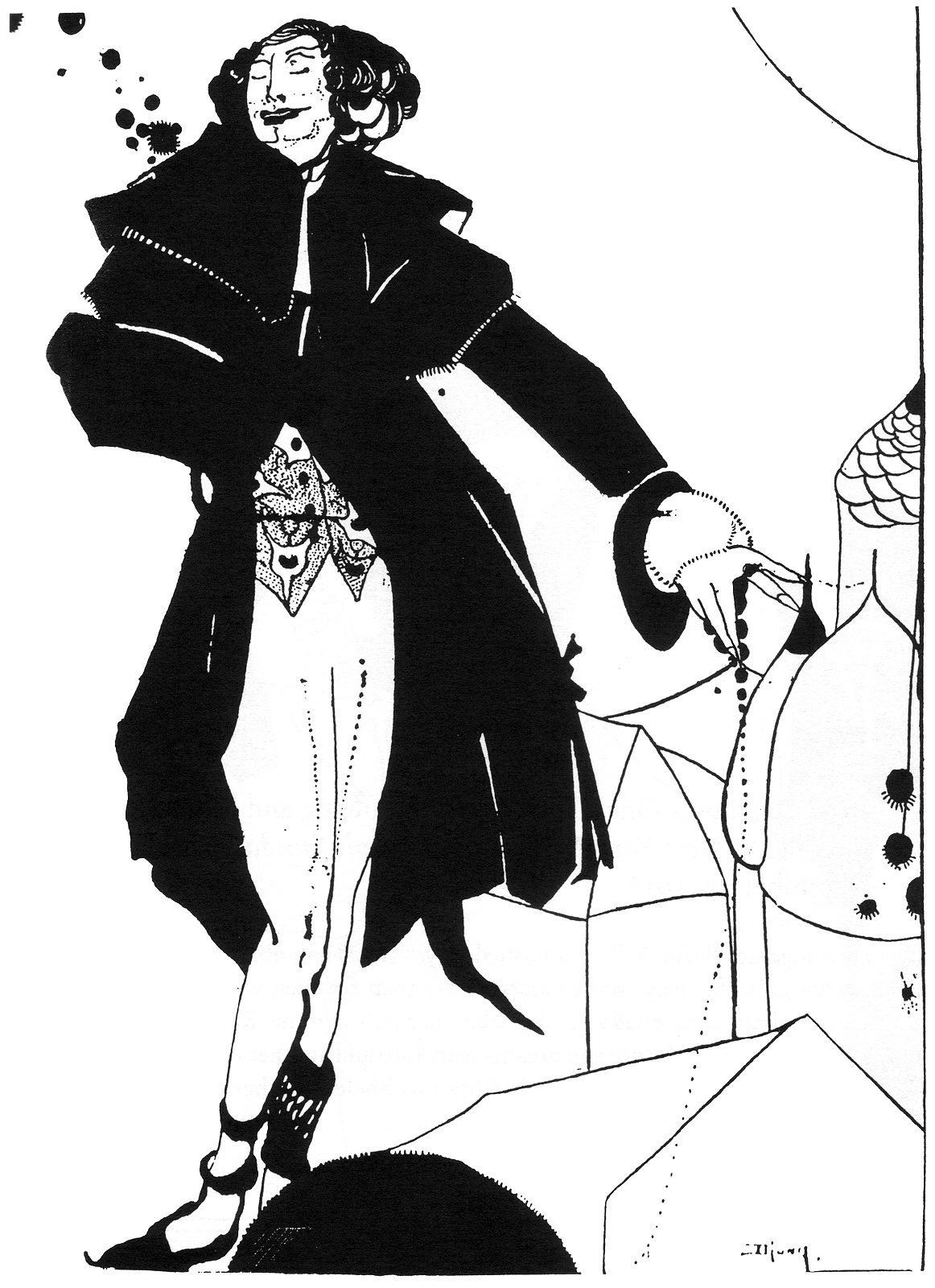
Illustrazione di un articolo satirico della scrittrice Djuna Barnes: parodia di un dandy del Greenwich Village dalle unghie lunghe e curate

Da un punto di vista antropologico-sociale, l'usanza di lasciar crescere l'unghia sul mignolo è diffusa in vari ambiti culturali e sociali. Si riscontra, ad esempio, nella cultura cinese o mongola (e più in generale estremo-orientale), ma anche in contesti culturali occidentali. In Asia orientale, l'origine sembra da rintracciarsi nell'ambito del ceto sociale, o casta, dei mandarini cinesi, da cui si sarebbe diffusa nell'Estremo Oriente: in Giappone, ad esempio, mercanti facoltosi, santoni e nobili erano soliti, un tempo, esibire almeno un'unghia lunga tra le dita della mano. In Thailandia, si dice che l'esibizione dell'unghia lunga servisse a mostrare che non si era lavoratori delle risaie.
In Italia, la si riscontra in alcune aree culturali del Meridione, come, ad esempio, nel costume siciliano. 
L'esibizione si riscontra anche tra le usanze dei malavitosi della mafia russa, insieme alle "corone", vale a dire le finte capsule dentarie d'oro prive di funzione medica, applicate al solo scopo di ostentare ricchezza (sebbene, in realtà, fabbricate in bronzo e non in metallo prezioso).
Nasce come ostentazione di uno status sociale alto, quello al quale possono dichiararsi le persone che possono considerarsi affrancate dallo svolgimento di attività manuali, o perfino di ogni attività, che non ostacola, invece, l'applicazione ad attività "nobili", o leggere, o di natura intellettuale o artistica. Infatti, le persone dedite a lavori manuali o pesanti (contadino, muratore, facchino, ecc), non possono permettersi di avere le unghie lunghe, né ben curate. Mostrare l'unghia lunga al mignolo si traduce, quindi, nell'esibizione di una sorta di status symbol attraverso il quale si comunica agli altri un messaggio identitario di appartenenza sociale "alta".
L'espressione "unghia del sarto", usata soprattutto in Sicilia, si riferisce proprio alla capacità di distinguersi, con quel segno, come persona dedita a lavori di "raffinatezza e precisione". L'unghia lunga, in Sicilia, può essere anche una prerogativa di persone di condizione non elevata che volevano, in questo modo, segnare una distanza sociale con persone di condizione più umili, dedite ad attività manuali.

## Usi pratici
A volte, l'unghia lunga al mignolo viene interpretata come un utensile per provvedere alla pulizia del cerume depositato nel canale uditivo esterno delle orecchie e nel padiglione auricolare. Negli Stati Uniti d'America viene associata al mondo della droga, come uno strumento per raccogliere e maneggiare le droghe in polvere, soprattutto nell'assunzione di cocaina, per la quale la coke nail si presterebbe all'uso come una sorta di cucchiaio per avvicinare al naso la polvere da aspirazione. Secondo una ritualità affermatasi nell'Occidente degli anni settanta del Novecento. Esiste anche un'interpretazione come strumento sessuale, anche se l'associazione con una precisa pratica di stimolazione erotica, presumibilmente un po' sadica, come lussuria o selezione sessuale. È presumibile che tale vaga connotazione sessuale negativa e dispregiativa nella sessualità che fa associare l'unghia lunga al mondo della prostituzione, quale simbolo che contraddistingue papponi e lenoni.
In ambito metalmeccanico, l'unghia del mignolo lunga viene utilizzata da alcuni operatori per determinare in modo empirico il grado di rugosità della superficie dopo una lavorazione meccanica.

## Accettazione sociale
Al di fuori dei contesti naturali in cui tale pratica è coltivata e compresa, la funzione sociale e culturale dell'usanza non è ben interpretata e questo può dar luogo a difficoltà di ricezione e accettazione nelle interazioni sociali.
Le associazioni a figure esecrande o a comportamenti sgradevoli o disdicevoli, di cui si è detto in precedenza, sono all'origine di reazioni negative, di disgusto, riprovazione, esecrazione, che possono giungere fino a vere e proprie forme di sanzione sociale. Negli Stati Uniti, ad esempio, alcune scuole vietano in modo rigoroso l'uso di lasciar crescere un'unghia sola che possa essere associata all'uso di droghe.